# 那仁宝拉格苏木
那仁宝拉格苏木，是中华人民共和国内蒙古自治区锡林郭勒盟阿巴嘎旗下辖的一个乡镇级行政单位。

## 行政区划
那仁宝拉格苏木下辖以下地区：
额尔敦敖包嘎查、阿拉坦陶高图嘎查、那日图嘎查、都新高毕嘎查、阿木古楞嘎查、吉尔嘎朗图嘎查、巴彦锡力嘎查、乌日根塔拉嘎查和萨如拉塔拉嘎查。